# Shigeru Mukai
Shigeru Mukai 向井 茂, Mukai Shigeru; 8 de dezembro de 1953) é um matemático japonês, que trabalha com geometria algébrica.
Mukai estudou na Universidade de Quioto, onde obteve o diploma em 1978 e um doutorado em 1982, com a tese Duality between D(X) and D(X̂) with its application to Picard sheaves.
Foi palestrante convidado do Congresso Internacional de Matemáticos em Pequim (2002: Vector Bundles on a K3 Surface).

## Obras
- An introduction to invariants and moduli, Cambridge University Press 2003
- Theorie der moduli, 2 Volumes, Iwanami Shoten 2008 (em japonês)